# Geschützter Landschaftsbestandteil Tümpel Kronocken

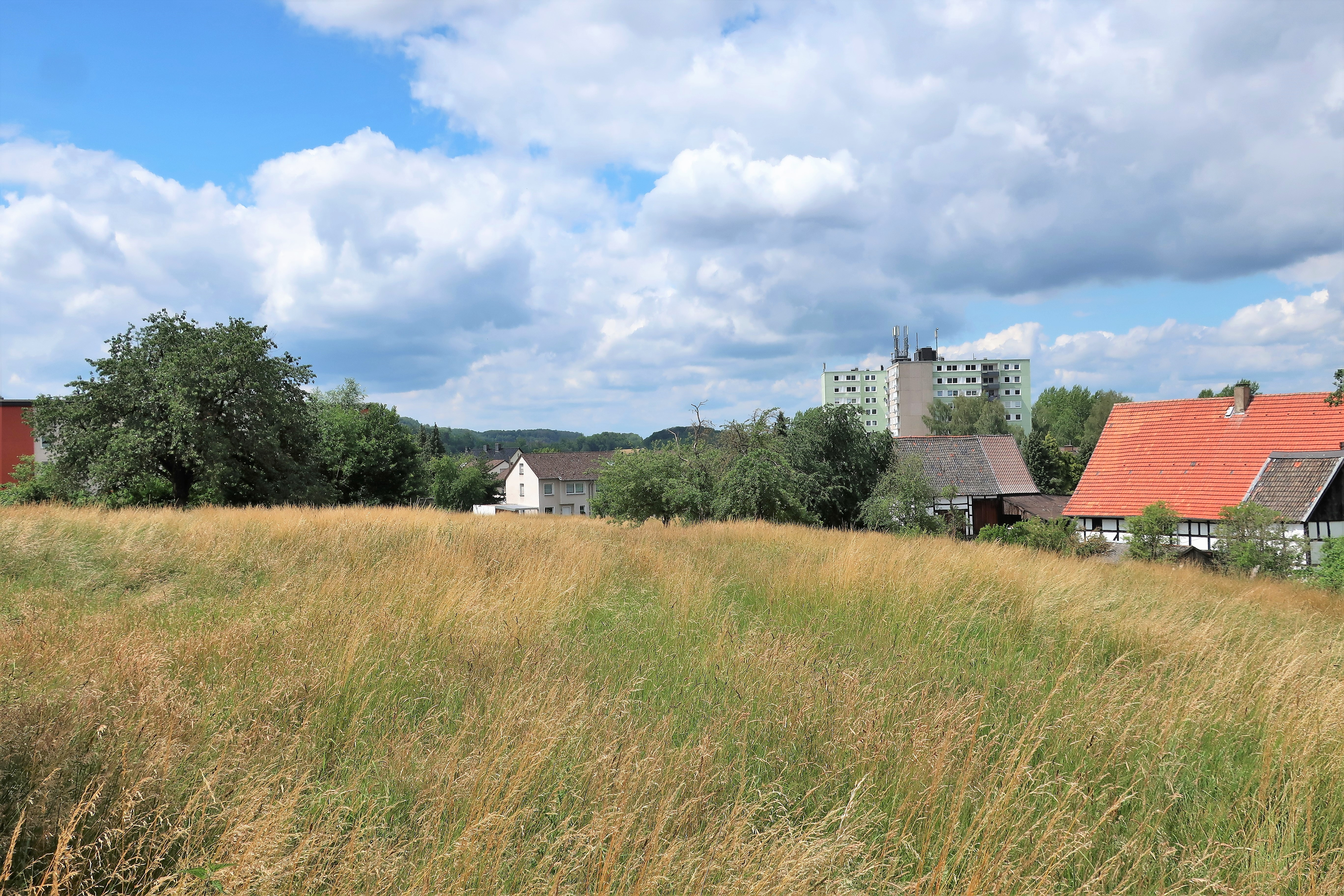
Geschützter Landschaftsbestandteil Tümpel Kronocken

Der Geschützte Landschaftsbestandteil Tümpel Kronocken mit einer Flächengröße von 0,08 ha liegt auf dem Gebiet der kreisfreien Stadt Hagen in Nordrhein-Westfalen. Der LB wurde 1994 mit dem Landschaftsplan der Stadt Hagen vom Stadtrat von Hagen ausgewiesen. Der LB liegt in Hagen-Hohenlimburg.

## Beschreibung
Beschreibung im Landschaftsplan: „Es handelt sich um einen Tümpel mit Kopfweiden in einer Obstwiese südöstlich von Henkhausen, östlich der Alten Heerstraße.“

## Schutzzweck
Laut Landschaftsplan erfolgte die Ausweisung „zur Sicherung der Leistungsfähigkeit des Naturhaushalts durch Erhalt eines Lebensraumes, insbesondere für die charakteristischen Tier- und Pflanzenarten der Kleingewässer und deren Uferzonen“.